# Mannophryne trinitatis
Espèce
Synonymes
- Phyllobates trinitatis Garman, 1888 "1887"

Statut de conservation UICN

 VU B1ab(iii) : Vulnérable
Mannophryne trinitatis est une espèce d'amphibiens de la famille des Aromobatidae.

## Répartition
Cette espèce est endémique de l'île de la Trinité à Trinité-et-Tobago.

## Description
Mannophryne trinitatis a le dos brun grisâtre légèrement ombré ou avec des taches brunes le long de la ligne médiane. Sa face ventrale est blanche et présente une bande noire traversant le thorax.

## Étymologie
Son nom d'espèce, trinitatis, lui a été donné en référence au lieu de sa découverte.

## Publication originale
- Garman, 1888 "1887" : West Indian batrachia in the Museum of Comparative Zoology. Bulletin of the Essex Institute, vol. 19, p. 13-16 (texte intégral).